# Areu I
Areu I (em grego: Ἄρειος Α'; romaniz.: Áreios A') foi rei da cidade-Estado grega de Esparta de 309 a.C. até 265 a.C., ano da sua morte, pertenceu à Dinastia Ágida.
Seu pai, Acrótato, morreu antes do seu avô, o rei Cleômenes II, e seu tio, Cleônimo, tinha pretensões ao trono. A disputa foi decidida pelo senado (gerúsia), mas o resultado deixou Cleônimo muito irritado.
Durante seu reinado a Grécia foi invadida por Pirro, rei do Epiro e por Antígono Gónatas.
Pirro invadiu o Peloponeso em 272 a.C., quando Areu estava em Creta, ajudando o povo de Gorryna No ano seguinte, durante o cerco de Esparta, esta foi defendida até por suas mulheres, lideradas por Arquidamia, até a chegada de Areu. Acrótato, filho de Areu, derrotou o ataque de Ptolemeu, filho de Pirro. Quando Pirro se retirou para atacar Argos, Areu atacou a retaguarda do seu exército; neste ataque Ptolemeu, filho de Pirro, foi morto.
Areu morreu em batalha frente aos macedônios, em Corinto durante a guerra cremonidiana.
Na Bíblia, no livro deuterocanônico I Macabeus, Jônatas envia uma carta aos irmãos espartanos, mencionando uma carta que foi enviada ao Sumo Sacerdote Onias (Onias I ou Onias II) por Ário, rei dos espartanos, que chamava os israelenses de irmãos. Na carta de Ário, os espartanos se dizem parentes dos israelenses, por serem também descendentes de Abraão.